# Bolbe maia
Bolbe maia – gatunek modliszki z rodziny Nanomantidae. Występuje na wyspie Groote Eylandt oraz w innych częściach Terytorium Północnego Australii.